# Hrabstwo Sioux (Nebraska)

Piramida wieku hrabstwa

Hrabstwo Sioux (ang. Sioux County) – hrabstwo w stanie Nebraska w Stanach Zjednoczonych. W roku 2010 liczba mieszkańców wyniosła 1311. Stolicą i największym miastem jest Harrison.

## Geografia
Całkowita powierzchnia wynosi 5354, km² z czego woda stanowi 0,04%.